# فرتاتة
فِرْتَاتَة أو افرِتَاتة أو فريتاتا طبق من أصل إيطالي، سهل التحضير ويقدّم عادةً على الفطور. تعد الفِرتَاتة طعام مغذّ يؤمّن الطاقة والنشاط. تحضّر الفِرتَاتة من بياض البيض، جبن الكريم، الطماطم المجففة، ورق الريحان وخبز محمص.